# 木山弘
木山 弘（きやま ひろし、1918年〈大正7年〉4月15日 - 2009年〈平成21年〉2月26日）は、日本の政治家。元奈良県奈良市長（1期）。

## 経歴
三重県出身。1941年〈昭和16年〉昭和高等商業学校（現大阪経済大学）卒。1946年〈昭和21年〉奈良市役所に入る。市民、財政の各課長、総務部長、市長公室長、収入役、助役を経て、1980年〈昭和55年〉奈良市長に当選。市長を1期務め、1984年〈昭和59年〉の市長選挙には不出馬、市長を退任した。2009年〈平成21年〉死去。